# Heinz Harald Frentzen
Heinz-Harald Frentzen (n. 18 mai 1967, Mönchengladbach, Germania) este un fost pilot de Formula 1.

## Cariera în Formula 1
| Sezon | Echipă                          | Puncte | Loc clasament general |
| ----- | ------------------------------- | ------ | --------------------- |
| 1994  | Broker Sauber Mercedes          | 7      | 13                    |
| 1995  | Red Bull Sauber Ford            | 15     | 9                     |
| 1996  | Red Bull Sauber Ford            | 7      | 12                    |
| 1997  | Rothmans Williams Renault       | 42     | 2                     |
| 1998  | Winfield Williams               | 17     | 7                     |
| 1999  | Benson and Hedges Jordan        | 54     | 3                     |
| 2000  | Benson and Hedges Jordan        | 11     | 9                     |
| 2001  | B&H Jordan Honda / Prost Acer   | 6      | 13                    |
| 2002  | Orange Arrows / Sauber Petronas | 2      | 18                    |
| 2003  | Sauber Petronas                 | 13     | 11                    |